# Platypolia aplectoides
Platypolia aplectoides är en fjärilsart som beskrevs av Achille Guenée 1852. Platypolia aplectoides ingår i släktet Platypolia och familjen nattflyn. Inga underarter finns listade i Catalogue of Life.